# Мечислав Солтис
Мечи́слав Со́лтис (пол. Mieczysław Sołtys; 7 лютого 1863, Львів — 11 листопада 1929) — польський композитор, диригент, педагог, музично-громадський діяч.

## Біографія
Музичну освіту здобув у Львові (в Кароля Мікулі), Відні, Парижі (в Каміля Сен-Санса).
У 1890-х роках — диригент львівських хорів товариств «Ехо» та «Лютня». Від 1891 року — професор, у 1899—1929 роках — директор консерваторії Галицького музичного товариства. Від 1919 року — голова Польської спілки музикантів у Львові. Помер у Львові, похований на Личаківському цвинтарі.
Серед учнів Станіслав Людкевич, Йосиф Лерер.
Автор 5 опер, з них «Марія, українська оповідь» (1909), 2 симфоній, 3 симфонічних поем, 3 ораторій, фортепіанних концертів, творів для органу, хору та солоспівів.
Його син, Адам — видатний польський композитор та диригент.

## Вшанування
7 травня 2024 року відбувся вечір у філармонії, присвячений композиторам та культурним діячам Мєчиславу та Адаму Солтисам. Концерт та урочисте відкриття пам'ятної таблиці відбулися з нагоди Дня польської діаспори та поляків за кордоном, а також Дня Конституції, який проходив 3 травня. Партнерами заходу виступили Генеральне Консульство Республіки Польщі у Львові.